# Суперкубок Сан-Марино з футболу 1986
Суперкубок Сан-Марино з футболу 1986 — 1-й розіграш турніру, який в той час мав назву Трофео Федерале. Переможцем стала Ла Фіоріта.

## Учасники
- Чемпіонат Сан-Марино:
  - Чемпіон: Фаетано
  - Віце-чемпіон: Сан-Джованні
- Кубок Сан-Марино:
  - Володар: Ла Фіоріта
  - Фіналіст: Тре Фйорі

## Півфінали
| Команда 1  | Рахунок | Команда 2    |
| ---------- | ------- | ------------ |
| Фаетано    | +:-     | Тре Фйорі    |
| Ла Фіоріта | +:-     | Сан-Джованні |

## Фінал
| Команда 1  | Рахунок | Команда 2 |
| ---------- | ------- | --------- |
| Ла Фіоріта | 2:0     | Фаетано   |